# Vogtländischer Fußballclub Plauen e.V.
Vogtländischer Fußballclub Plauen e.V. é uma agremiação esportiva alemã, fundada a 27 de maio de 1903, sediada em Plauen, na Saxônia.

## História
O clube foi fundado como 1. Vogtländischer Fussballclub Plauen e participando da VMFV (Verband Mitteldeutschland Fußball Verein). Obteve algum sucesso no início dos anos 1930 quando conquistaram consecutivos títulos da divisão local Vogtland em 1930 e 1931.
A partir de 1933 o futebol alemão foi reorganizado em dezesseis máximas divisões sob a égide do Regime Nazista, o VFC passou uma temporada na Gauliga Sachsen, antes de ser rebaixado.
Após o fim da Segunda Guerra Mundial, as autoridades aliadas de ocupação ordenaram a dissolução de todas as organizações do país, incluindo as esportivas. O clube foi restabelecido como SG Plauen-Süd, em 1945, e renomeado GSZ Zellwolle Plauen, em 1949, mudando de denominação novamente, em 1950, para BSG Rotation Plauen. Após uma fusão com a BSG Sachsenverlag Plauen no  mesmo ano, a equipe ganhou a promoção para a segunda divisão da Alemanha Oriental, a DDR-Liga, em 1951, e jogou nesse nível até ocorrer uma reestruturação da liga após a temporada 1954-1955. O time foi novamente renomeado, em 1954, tornando-se BSG Wismut Plauen.
O Plauen voltou a jogar a segunda divisão, em 1964, como BSG Motor CMAE Plauen, tendo resultados medíocres até ser rebaixado em 1973. O time definharia nas divisões inferiores até acontecer o ressurgimento que viria logo após a reunificação alemã, em 1990, que começaria com a reafirmação de sua identidade tradicional como 1. VFC Plauen 1990.
Uma temporada na Sachsen Landesliga (V) foi seguida por uma campanha sombria na NOFV-Oberliga Süd, na qual terminou em último lugar. O VFC logo se recuperou, ganhando o título da Landesliga, em 1994, retornando à Oberliga. Em 1996, promoveu uma campanha bem sucedida que levou a outro título e promoção para a terceira divisão, a Regionalliga Nordost. Houve mais uma vez uma reestruturação da liga, em 2000, e o time desembarcou na NOFV-Oberliga Süd (IV).
O VFC tem sido uma das equipes mais dominantes das divisões menores do futebol alemão. Em 2004, ao terminar em primeiro, jogou a qualificação para chegar à Regionalliga Nord (III), mas não conseguiu avançar, após ser derrotado pelo time II do Hertha BSC Berlin, na diferença de no saldo de gols, após os placares de 2 a 4 e 3 a 2. Ao terminar em terceiro lugar na temporada 2007-2008, o Plauen finalmente se classificou para a então reformulada Regionalliga Nord.
Entre as conquistas recentes do clube estão as vitórias da Sachsenpokal, em 1999 e 2004, bem como uma chegada à final em 2006. Suas vitórias o levaram à participação na Copa da Alemanha. Em 1999, o time avançou além da primeira fase com uma vitória de 1 a 0 sobre o Alemannia Aachen. Na segunda fase o time foi eliminado ao perder por 2 a 1 para o Stuttgarter Kickers. Em 2004, a equipe declinou na estréia ao capitular diante do Arminia Bielefeld ao ser derrotado por 2 a 1.
O VFC Plauen manda seus jogos no Plauen Vogtlandstadion, localizado no extremo norte da cidade ao lado de uma floresta. A área do estádio original foi elaborada, em 1934. O mesmo depois foi ampliado, em 1937, com uma área de arquibancada com capacidade para 4.200 espectadores. Após a guerra, instalações para o atletismo foram adicionadas e o local foi modernizado. Hoje, o estádio se compõe de 12.000 lugares e possui holofotes e um placar eletrônico.

## Títulos
- Landesliga Sachsen (V) Campeão: 1991, 1994;
- NOFV-Oberliga Süd (IV) Campeão: 2004;
- NOFV-Oberliga Süd (IV) terceiro: 2008;
- Sachsenpokal (Copa da Saxônia) vencedore: 1999, 2004;